# Everyone's at It
«Everyone's At It» (en español: «Todos están en eso») es la primera canción del segundo álbum de estudio de la cantante inglesa Lily Allen, It's Not Me, It's You.
Originalmente el primer sencillo iba a ser «Everyone's At It» en vez de «The Fear», aunque nunca se dio a conocer la razón del cambio.

## Letra
Habla sobre la droga. Dice que cualquier persona, ejecutivo, adolescente... consume droga. Habla de que con la unión de todos los que han tenido que ver con la droga se podrá vencer este dilema, ya que todo el mundo está cogiendo malos vicios con la droga. Incluso se menciona a ella misma como implicada en este «mundillo» (de adolescente experimentó la droga y comerció con éxtasis).